# أبلق أحمر العجز
أبلق أحمر الأرداف (الاسم العلمي: Oenanthe moesta) (بالإنجليزية: Red-rumped Wheatear)‏ هو نوع من الطيور يتبع جنس الأبلق من فصيلة صائدات الذباب.